# Ewsum (geslacht)

Het stamwapen van het geslacht komt voor op de voormalige gemeentewapens van Marum, Kloosterburen, Roden.

Ewsum (ook Van Ewsum) is een geslacht van jonkers dat een grote rol heeft gespeeld in de geschiedenis van de provincie Groningen. In de late Middeleeuwen behoorden de Van Ewsums samen met de geslachten Manninga, Assinga en Ripperda tot de belangrijkste geslachten in de Ommelanden.

## Geschiedenis
De oudste vermelding van de familie Van Ewsum, dan gespeld als Ewesma, dateert uit 1371. De bekende leden van de familie zijn in die periode zowel in Groningen als in Drenthe hoofdeling. 
Toen de familie begin 15e eeuw in de mannelijke lijn dreigde uit te sterven, trouwde erfdochter Mennecke van Ewsum met Hidde Tamminga, onder voorwaarde dat hun kinderen de naam Van Ewsum zouden aannemen. . Hun zoon was Onno van Ewsum, die halverwege de vijftiende eeuw vanwege verdiensten in het Heilige Land tot ridder werd geslagen.

### Middelstum
De naam Van Ewsum is in het bijzonder verbonden aan twee borgen in Groningen, waaronder de gelijknamige borg Ewsum in Middelstum. Of deze borg kan gelden als stamslot van het geslacht is overigens niet duidelijk.
Onno breidde de borg in 1472 uit met een gevechtstoren, wat verkeerd viel bij het Stadsbestuur van Groningen. Onno gold als bondgenoot van de Bourgondiërs, de erfvijanden van Stad. Zijn zoon Wigbold steunde in 1498 Albrecht van Saksen, waardoor de familie opnieuw de toorn van Stad over zich afriep.

### Nienoord
De belangrijkste borg in de geschiedenis van het geslacht was Nienoord in het Westerkwartier. Wigbold van Ewsum, de zoon van Onno, liet deze borg bouwen in het begin van de zestiende eeuw als basis voor zijn onderneming om in dit gebied op commerciële wijze turf te winnen. Zijn onderneming bracht hem echter bijna tot een bankroet. Toch wisten de Van Ewsums in de zestiende eeuw het grietmanschap van heel Vredewold erfelijk
in handen te krijgen.

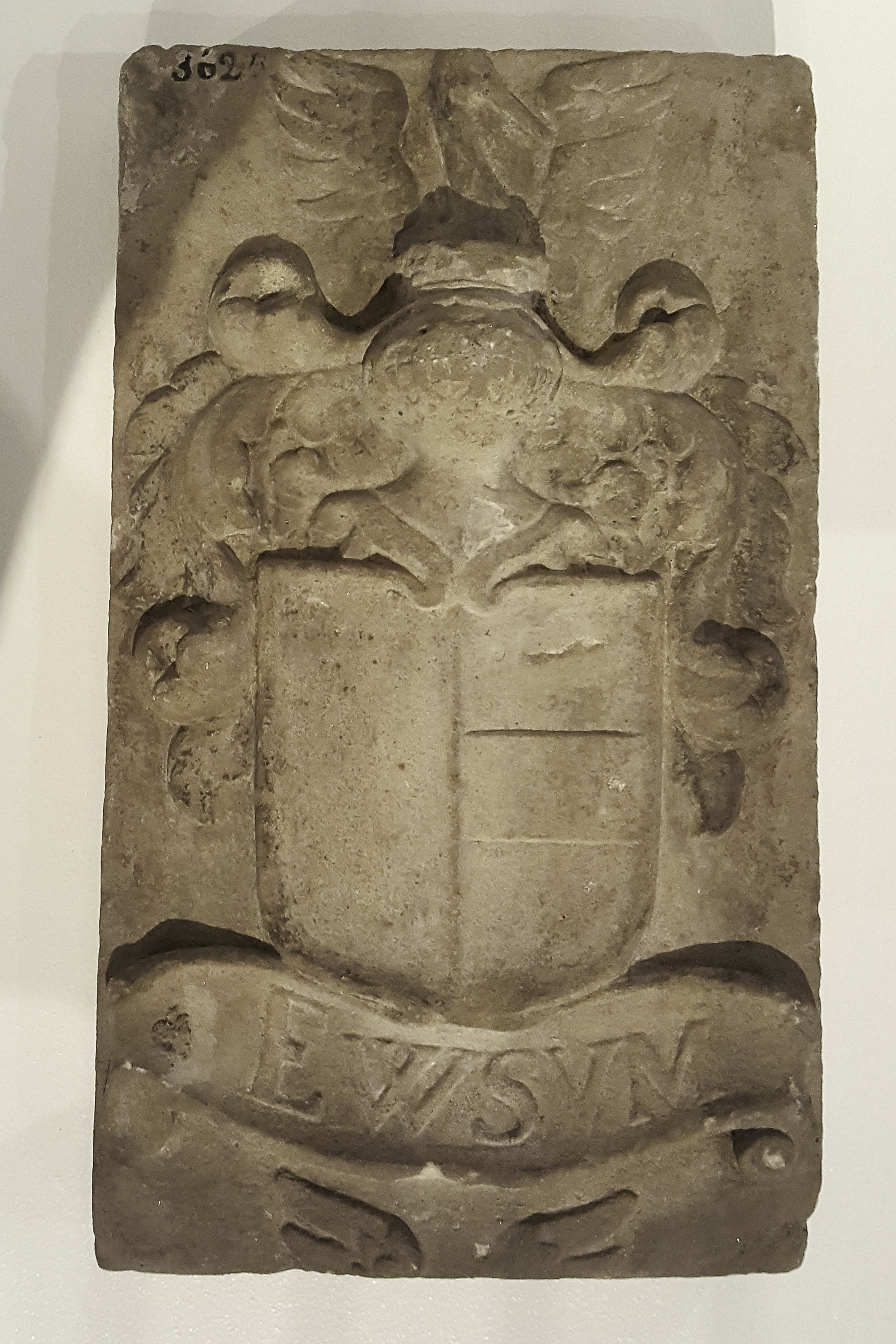
Het wapen van Ewsum op een gevelsteen (Groninger Museum)